# Geodorcus capito
Geodorcus capito is een keversoort uit de familie vliegende herten (Lucanidae). De wetenschappelijke naam van de soort is voor het eerst geldig gepubliceerd in 1873 door Deyrolle.